# Der Stumme
Der Stumme ist der Titel eines Spielfilmes nach dem Roman von Otto F. Walter. Bei der deutsch-rätoromanischen Koproduktion des Schweizer Fernsehens DRS aus dem Jahr 1976 führte Gaudenz Meili Regie.

## Handlung
Ein stummer Hilfsarbeiter, der in seiner Jugend miterleben musste, wie sein Vater im Affekt die Mutter erschlug, und bei diesem Schock die Sprache verlor, sucht als Erwachsener diesen Vater – und findet ihn bei einem Bautrupp auf einer einsamen Strassenbaustelle im Jura.

## Rezeption
„Gaudenz Meili hat, was vorab nun die Qualität seiner Adaptation ausmacht, den Charakter des „Entwicklungsromans“ beibehalten. Dabei wäre die Versuchung gross gewesen, die Geschichte nun einfach geradlinig als eine Geschichte zu erzählen, die sich auf einem Arbeitsplatz, einer entlegenen Baustelle, zwischen Arbeitern abspielt. Dann allerdings wäre der Film zu einem blossen naturalistischen Porträt menschlicher Schicksale geworden. Seine Qualität indessen besteht gerade darin, dass er das schwierige Gleichgewicht zwischen den psychologischen und den arbeitssoziologischen Aspekten aus der Erzählung von Otto F. Walter innebehält.“

„Einen wichtigen Entschluss hat Meili in bezug auf die Sprache gefasst, die bekannte Krux aller deutschschweizerischen Spielfilme: Er lässt die Schauspieler ein von schweizerischen Dialekten, in einzelnen Fällen auch vom Italienischen oder Französischen
gefärbtes Schriftdeutsch sprechen.“

„Die Qualität von Meilis szenischer Umsetzung liegt darin, das Gleichgewicht zwischen den psychologischen Aspekten und den erregend spannenden Handlungsmomenten gewahrt zu haben.“

„Der Film benutzt die Rückblendetechnik, macht so Motive und Haltungen klar und verändert den Schluss des Romans: Nicht das Endgültige, der Tod, sondern das Suchen nach einem Weg lassen dem Zuschauer die Möglichkeit eigener Gedanken offen. Die Bergwelt der Schweiz wir in der Kamera Pio Corradis zum Handlungselement ebenso wie die Nah- und Grosseinstellungen der Gesichter von Wolf Kaiser, Uli Krohm, Hanna Schygulla und Günther Lamprecht.“

„In der Romanadaption ‚Der Stumme‘ nach Otto F. Walter in der Regie von Gaudenz Meili überzeugt Wolf Kaiser neben Hanna Schygulla in einer Charakterrolle.“

„Indem er in der Struktur des Romans die Erzähltechnik der Rückblenden, wie sie längst vom Film auf die Literatur übergegriffen hatte, entdeckte, gewann Meili in diesem seinem ersten Spielfilm ein funktionierendes dramaturgisches Grundmuster eines Erzählens auf zwei Ebenen. Mit ihnen stellte sich, alles in allem, die Balance her zwischen Arbeitsrealität (im Steinbruch) und der Innerlichkeit des Stummen, dessen Erinnerungen so in der Perspektive der subjektiven Kamera dargestellt sind.“

„Wir waren alle fasziniert von der Dichte der Sprache und der tragischen Handlung. Erstaunlich, wie dann im Film wichtige Szenen Wort für Wort, Geste um Geste wiedergegeben wurden. Der Film stellt in eindrücklicher Weise ein Ganzes dar.“

## Hintergrund

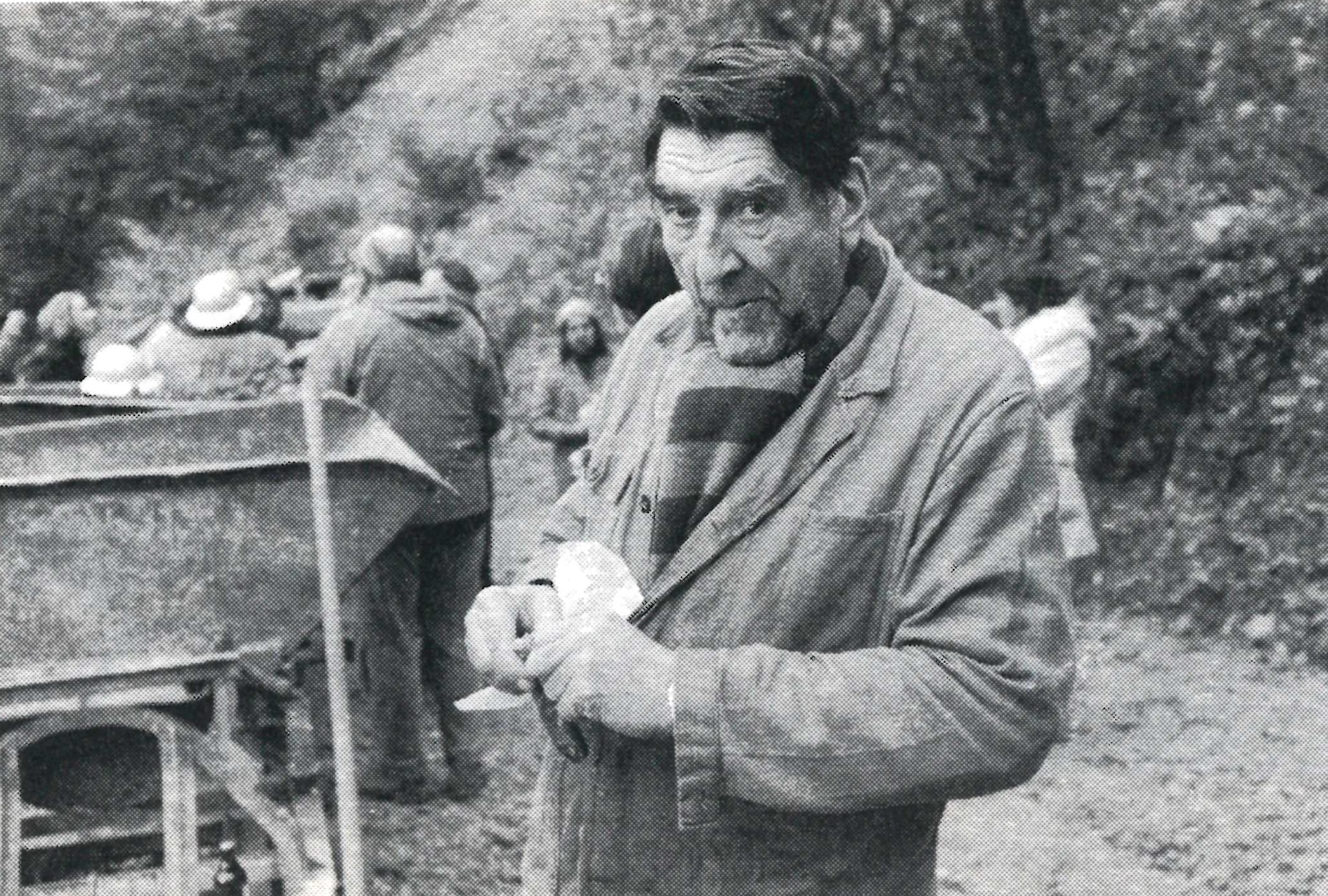
Wolf Kaiser als Vater

1973 lud das Schweizer Fernsehen DRS Schweizer Filmemacher zu einer Ausschreibung ein, Vorschläge für die Verfilmung von epischen Werken der Schweizer Literatur zu unterbreiten. 42 Interessenten reichten 112 Projektskizzen ein. 17 Projekte wurden zur zweiten Runde zugelassen, auf Grund der Treatments schliesslich sieben Drehbuchaufträge erteilt. Eine Lektoratskommission wählte schliesslich drei Drehbücher aus, nach denen dann mit Produktionskosten von insgesamt 2,25 Millionen Franken die Filme hergestellt wurden. Von den drei Filmen ist „Der Stumme“ der erste, der über den Bildschirm zu sehen war. (DRS, 13. Oktober 1976)

Die Uraufführung erfolgte im August 1976 am Filmfestival von Locarno.